# Epimelitta viridimicans
Epimelitta viridimicans là một loài bọ cánh cứng trong họ Cerambycidae.